# Liatongus rhadamistus
Liatongus rhadamistus là một loài bọ cánh cứng trong họ Bọ hung (Scarabaeidae).